# Gli ultimi incantesimi
Gli ultimi incantesimi è un romanzo fantasy di Silvana De Mari pubblicato da Salani nel 2008.

## Storia editoriale
Il romanzo è il secondo seguito del fortunato romanzo per ragazzi L'ultimo elfo, pubblicato nel 2004 e vincitore del Premio Bancarellino e del Premio Andersen, a cui è succeduto L'ultimo orco del 2005. Negli anni successivi Silvana De Mari ha pubblicato altri libri con la stessa ambientazione e con gli stessi personaggi in quella che è conosciuta come la Saga dell'ultimo elfo o anche La Saga degli Ultimi.

## Trama
Ambientata nove anni dopo il finale del precedente libro, la storia vede protagonisti un cast corale di vari personaggi alcuni già visti, altri inediti. Personaggi apparentemente deboli e falliti, ma capaci di brillare se messi alla prova. Ritornano Rankstrail, ora re di Varil e sposato con Aurora, e Rosalba moglie di Yorsh; ma nella storia vengono approfonditi il popolo dei Nani e quello degli Orchi.
Più in particolare, la storia si concentra dapprima sul piccolo Joss, fratello gemello di Arduin e figlio di Yorsh, di cui porta il nome, seppur storpiato, e Rosalba: il piccolo scopre di poter condividere la mente con Inskay, un nano prigioniero degli Orchi ai quali, tramite gli inganni del fantomatico Giullare, ha erroneamente rivelato la posizione degli ultimi nani rimasti nel Mondo degli Uomini. Egli fa parte di una profezia contenuta in una filastrocca per bambini, che parla inoltre di un drago d'oro e di un re venuto dal basso. Inizialmente, Rosalba è scettica riguardo all'esistenza di tale nano, ma nonostante le numerose titubanze della regina, Atàcleto, uno scudiero-balia dei principi di Daligar, si mette in cammino per poter liberare Inskay, il quale viene intanto sostenuto dai racconti e dai sogni a cui può accedere tramite la mente di Joss. Nel frattempo, insieme ai suoi simili, il nano viene comprato e rinchiuso nelle miniere dal crudele Giudice Amministratore per estrarre l'idrargirio, l'argento liquido che alimenta l'ultimo e più potente incantesimo degli Orchi: tale incantesimo permette loro di avere il totale controllo sulle loro donne, le quali moriranno se si uniranno a un maschio diverso da quello a cui sono destinate, facendo morire anche l'eventuale prole.
Grazie al coraggio di Atàcleto, inizialmente catturato ma poi liberato, allo sprono di Inskay, e all'utilizzo delle api (il drago d'oro), i nani vengono armati e si ribellano ai loro aguzzini, eliminandoli in diversi sanguinosi scontri. Rankstrail, sopraggiunto con l'esercito alla reggia del Giudice Amministratore, scopre da quest'ultimo che l'incantesimo dell'idrargirio ha un'ulteriore vittima: Aurora, moglie di Rankstrail e figlia del Giudice, che ora è incinta di 8 mesi e dovrà partorire a breve. Accecato dall'ira, Rankstrail uccide il Giudice e manda immediatamente un messo a Daligar chiedendo aiuto alla regina strega Rosalba e ai suoi figli per poter salvare la moglie. Arrivato alla reggia, scopre che Aurora è morta, ma che è stato possibile salvare il frutto della loro unione, una bambina cui verrà dato il nome di Chiara. La bimba, identica a suo padre, non viene amata dallo stesso proprio per questa somiglianza, dal momento che Rankstrail si è sempre odiato per aver ricordato alla madre, con la sua sola esistenza, il fatto di essere il frutto di uno stupro da lei subito da parte di un gruppo di Orchi.
Nel frattempo una delle Orchesse che abita al confine tra il Mondo degli Uomini e quello degli Orchi, spinta soprattutto dall'amore verso le tre figlie e dalla disapprovazione per la loro condizione, alimentata da Onice, moglie di Inskay e schiava presso la dimora dell'Orchessa, spezza l'incantesimo dell'idrargirio lanciandosi nella pozza di argento liquido, sacrificando dunque la propria vita per permettere alle figlie di vivere senza più costrizioni, abusi e disparità. Sembra tutto ormai finito, quando Rankstrail, subito dopo aver pagato fior di soldi agli Orchi per evitare una guerra portata dagli stessi, parte per andare a trovare un amico, discendente degli elfi. Egli lo redarguisce per il fatto di non amare se stesso, gli Orchi, di cui possiede il sangue e, di conseguenza, di non amare sua figlia. Egli muore durante la notte, e Rankstrail, non appena capisce il significato delle sue parole, viene inondato dall'amore per sua figlia, che esprime scrivendole delle lettere dove racconta della sua vita e di quella di Aurora. Preso alla sprovvista da un'alluvione, però, viene fatto schiavo da un gruppo di Orchi, nonostante la sacca contenente le lettere venga trovata dagli armigeri di Varyl e venga recapitata alla reggia. Fortunatamente per lui, gli Orchi non lo riconoscono come il re Bastardo del Mondo degli Uomini, e questo gli permette di avere salva la vita.
Infine, gli Orchi rompono il patto stretto con Rankstrail e attaccano le frontiere, ma la regina Rosalba li fronteggia e li sconfigge. Un aiuto importante viene dato da Joss, lì per salvare una bambina appartenente a un gruppo di orsari, che aiutato dagli spiriti dei suoi antenati rivela ad Arduin ed Erbrow, sul campo per aiutare la madre, in che modo attaccheranno gli Orchi, rendendo immediata la sconfitta di questi. Joss muore in quella battaglia, colpito alla testa da uno degli Orchi che lo stava inseguendo. La regina viene attirata in una trappola che coinvolge il corpo di Joss, paradossalmente invece ci "casca" Erbrow, avvicinata al corpo del fratello, che viene però salvata da un Orco dell'esercito, che si rifiuta di ucciderla. Gli Orchi vengono irrimediabilmente sconfitti, Inskay il nano muore nello stesso momento di Joss, a causa del legame con lo stesso, Erbrow scappa dalla reggia ed inizia a vivere con l'orco che le ha salvato la vita nella città che porta il nome di lei, mentre Rankstrail viene deportato nel mondo degli Orchi.

## Edizioni
- Silvana De Mari, Gli ultimi incantesimi, 1ª ed., Salani, 2008,  p. 742, ISBN 978-88-8451-817-0.
- Silvana De Mari, Gli ultimi incantesimi, nuova edizione, Salani (collana Biblioteca economica Salani, 50), 2013,  p. 756, ISBN 978-88-6715-449-4.